# Ačinsk
Ačinsk (rusky Ачинск) je město v Rusku, v Krasnojarském kraji na řece Čulym (přítok Obu). Žije zde asi 105 000 obyvatel.
Město se nachází na transsibiřské magistrále. V dobách SSSR tu vzniklo velké sídliště, jež bylo spojeno se zbytkem města tramvajovou tratí. Nachází se zde různé průmyslové závody.

## Historie
Jedná se o jedno z nejstarších sídel na území Ačinské oblasti, nedaleko města bylo nalezeno pozdně paleolitické naleziště (stáří asi 20 tisíc let). Nalezla se zde tzv. ačinská hůlka, která pravděpodobně představuje lunární kalendář.
Dne 8. září 1641 byl založen Ačinský ostrog na pravém břehu řeky Čulym (v oblasti dnešní vesnice Dorohovo). Po velkém požáru byl Ačinský ostroh v roce 1683 znovu vybudován, ale přesunut na místo současného města. Rok 1683 se proto považuje za oficiální rok založení Ačinsku.
V roce 1782 byl Ačinsk povýšen na město. V 19. století měl velký význam pro rychlý hospodářský rozvoj Sibiře, zejména jako důležité obchodní centrum pro obchod s Čínou. 
Za první světové války zde byl zajatecký tábor. V zimě 1915-1916 zde bylo drženo 2750 válečných zajatců.

## Významní rodáci
- Světlana Mastěrkovová (* 1968) - ruská atletka